# Makkarasaari
Makkarasaari is een onbewoond langwerpig eiland in de Zweedse Kalixälven. Het eiland heeft geen oeververbinding. Het meet ongeveer 8 hectare.